# Народно-демократическая партия Узбекистана
Народно-демократическая партия Узбекистана (узб. O‘zbekiston Xalq demokratik partiyasi / Ўзбекистон халқ демократик партияси) — левая политическая партия в Узбекистане, основана 1 ноября 1991 года.

## Хронологическая история НДП Узбекистана
14 сентября 1991 года, через 14 дней после объявления о независимости Республики Узбекистан, активисты выступили с предложением о создании новой партии.
- Активисты выдвинули предложения по формированию идеологии здравомыслия, основанной на новой идеологии, лучших демократических традициях народа, его историческом опыте и общечеловеческих ценностях.

- Для решения вопросов, связанных с созданием новой партии, были созданы Организационный комитет, комиссии по подготовке проекта программы и положения, формированию структур.

- В составе комиссии по подготовке проекта будущей программы политической партии начали работать 3 рабочие группы. Каждая из них подготовила свой проект. Вместе с тем, на имя Комиссии поступило ещё 4 программных проекта. На их основе комиссия разработала единый проект.

На заседании организационного комитета 4 октября 1991 года были обсуждены проекты документов и было решено опубликовать текст в печати с целью вынесения его на общественное обсуждение.
9 октября 1991 года в печати было опубликовано решение Организационного комитета «О созыве учредительного съезда Народно-демократической партии Узбекистана».
1 ноября 1991 года с участием 1300 делегатов состоялся I Учредительный съезд Народно-демократической партии Узбекистана, который первым вышел на политическую арену страны.
В работе съезда принял участие и выступил Президент Республики Узбекистан Каримов Ислам Абдуганиевич.
Съезд одобрил предложения о названии новой политической партии «Народно-демократическая партия Узбекистана» и объявил, что она открыта для всех сторонников идей демократии, свободы, социального развития и справедливости в нашей стране. Вместе с тем, на съезде были приняты Устав и Программа партии, определены приоритеты её общественно-политической деятельности, сформированы Центральный совет и Центральная ревизионная комиссия партии.
На состоявшемся в тот же день пленуме был избран Политический исполнительный комитет Центрального совета в составе 13 человек. На пленуме Махмуджон Муминович Расулов был избран первым секретарем Центрального совета партии, Азиз Нозиров — вторым секретарем, Х.Абдураимов, И.Кочмарик и А.Саидов были избраны секретарями. Председателем Центральной ревизионной комиссии был избран О.Тургунов.
Газета «Голос Узбекистана», выходящая три раза в неделю на узбекском языке, стала центральным печатным изданием партии.
В декабре 1991 года партия была зарегистрирована Министерством юстиции Республики Узбекистан.
К концу декабря был завершен процесс организационного оформления партии и создания её территориальных организаций в Республике Каракалпакстан, всех областях и городе Ташкенте, а также во всех районах и городах страны.
На состоявшихся 29 декабря 1991 года выборах Президента Республики Узбекистан от Народно-демократической партии Узбекистана была выдвинута кандидатура Ислама Каримова. Ислам Каримов победил, набрав 86 процентов голосов.
По состоянию на 1 января 1992 года в партии насчитывалось 347,7 тыс. членов, которые были объединены в 11,3 тысячах первичных организациях.
По состоянию на 1 января 1992 года в партии насчитывалось 347,7 тыс. членов, которые были объединены в 11,3 тысячах первичных организациях.
5 марта 1992 года начала выходить партийная русскоязычная еженедельная газета «Голос Узбекистана».
22 августа 1994 года на пленуме партии первым секретарем Центрального совета партии был избран Джалолов Абдулхафиз Марахимович.
1 ноября 1994 года состоялся II съезд НДП Узбекистана. Съезд принял решение об участии Народно-демократической партии Узбекистана в декабре 1994 года в первых многопартийных выборах в Олий Мажлис и областные, районные и городские Кенгаши народных депутатов в независимом Узбекистане.
На съезде была принята предвыборная платформа партии. Внесены изменения в Устав партии, определяющие порядок образования депутатских объединений НДП Узбекистана и порядок их деятельности в представительных органах государственной власти.
Абдулхафиз Марахимович Джалолов был избран первым секретарем Центрального совета партии.
В январе 1995 года — по итогам выборов впервые в Олий Мажлисе Республики Узбекистан была образована фракция Народно-демократической партии Узбекистана в составе 69 депутатов, а также были созданы партийные группы в Жокаргы Кенесе Республики Каракалпакстан, во всех областных, Ташкентском городском и районых (городских) Кенгашах народных депутатов.
23 мая 1996 года в Центральном совете Народно-демократической партии Узбекистана, советах Республики Каракалпакстан, областей, Ташкентском городском, районном и городском советах в целях усиления партийно-политической и идеологической работы были созданы центры «Маърифат».
1 марта 1997 года — состоялся 17-й пленум Центрального совета Народно-демократической партии Узбекистана. На пленуме была утверждена эмблема Народно-демократической партии Узбекистана.
В мае 1997 года эмблема Народно-демократической партии Узбекистана была зарегистрирована Министерством юстиции Республики Узбекистан.
В марте 1999 года центральное издание Народно-демократической партии Узбекистана газета «Узбекистон овози» была удостоена «Золотого и Серебряного Знака качества — 99» Международной ассоциации маркетинга и качества.
8 октября 1999 года состоялся III съезд НДП Узбекистана. Съезд с учётом задач очередного этапа реформ и демократической модернизации независимого Узбекистана принял новую программу, уточняющую приоритеты партии. Съезд:
- подтвердил, что партия ориентирована на интересы и нужды населения, нуждающегося в социальной защите, и свою приверженность приоритетам повышения социальной эффективности реализуемых в стране реформ.

- принял решение об участии партии в очередных выборах в Олий Мажлис Республики Узбекистан и местные представительные органы государственной власти в 1999 году и об её участии в январе 2000 года в первых многопартийных выборах Президента Республики Узбекистан.

- Абдулхафиз Джалолов, первый секретарь Центрального совета Народно-демократической партии Узбекистана, выдвинут от партии кандидатом на пост Президента.

Январь 2000 года — по итогам всенародных выборов второго созыва в представительные органы государственной власти 1999 года в Олий Мажлисе Республики Узбекистан была создана фракция Народно-демократической партии Узбекистана и были созданы партийные группы НДП Узбекистана во всех областных, Ташкентском городском и районых (городских) Кенгашах народных депутатов.
24 ноября 2000 года был основан молодёжный клуб Народно-демократической партии Узбекистана «Истикбол».
Декабрь 2001 года — партия поддержала проведение референдума по вопросам преобразования Олий Мажлиса Республики Узбекистан в двухпалатный парламент.
2002—2003 годы — фракция партии в парламенте приняла активное участие в обсуждении и принятии законопроектов, направленных на формирование двухпалатного парламента по итогам референдума 27 января 2002 года.
15 марта 2003 года — на очередном 5-м пленуме Центрального совета Народно-демократической партии Узбекистана были определены приоритетные задачи партии в связи с проводимыми реформами в парламентской сфере.
27 декабря 2003 года — на 6-м пленуме Центрального совета Народно-демократической партии Узбекистана Аслиддин Ашурбаевич Рустамов был избран первым секретарем Центрального совета.
Аслиддин Рустамов родился в 1962 году в Паярыкском районе Самаркандской области. Образование — высшее. Окончил Самаркандский государственный университет в 1983 году и Ташкентский государственный экономический университет в 2000 году. По специальности — педагог, экономист.
4 ноября 2004 года Исполнительный комитет Центрального совета партии опубликовал заявление, в котором было объявлено, что Народно-демократическая партия Узбекистана занимает левое крыло в политической жизни страны и выступает защитником социальных групп и слоев населения, нуждающиеся в социальной защите в рыночных условиях.
6 ноября 2004 года состоялся очередной 4-й съезд Народно-демократической партии Узбекистана. Съезд сформировал новый состав центральных органов партии, выдвинул кандидатов в Законодательную палату Олий Мажлиса Республики Узбекистан, утвердил избирательную программу Народно-демократической партии Узбекистана на выборах 2004 года в Законодательную палату Республики Узбекистан, Олий Мажлис и представительные органы власти на местах. Также был принят Устав партии в новой редакции.
В январе 2005 года Народно-демократическая партия Узбекистана сформировала вторую по численности фракцию в Законодательной палате Олий Мажлиса Республики Узбекистан по итогам первых многопартийных выборов в новый двухпалатный парламент. В Законодательной палате Олий Мажлиса получила 28 депутатских мест.
17 февраля 2005 года — Фракция Народно-демократической партии Узбекистана заявила, что в ответ на объединение фракций УзЛиДеП, НДП «Фидокорлар» и СДП «Адолат» в Законодательной палате в Демократический блок, то есть организационное оформление большинства в парламенте, она берет на себя роль оппозиционного меньшинства в парламенте.
1 июня 2005 года Центральный совет постановил созвать в начале июля 5-й съезд Народно-демократической партии Узбекистана для принятия новой программы партии, соответствующей левой политической платформе партии и учитывающей итоги выборов 2004 года в Законодательную палату парламента.
2 июля 2005 года состоялся 5-й съезд Народно-демократической партии Узбекистана.
На съезде:
- принята новая Программа партии, основанная на общепризнанных принципах народной демократии — социального равенства и социальной солидарности.

- её постоянный электорат — слои населения, нуждающиеся в социальной поддержке и определяющие интересы политической деятельности партии — четко определены в Программе партии.

9 июля 2005 года- на 3-м пленуме Центрального совета Народно-демократической партии Узбекистана была принята общепартийная программа действий на 2005—2009 годы по реализации программных целей партии.
На пленуме Латиф Якубович Гулямов был избран председателем Центрального совета НДП Узбекистана.
Латиф Гуломов родился в 1956 году в городе Ташкенте. Образование — высшее. В 1981 году окончил Ташкентский государственный университет и в 1990 году Ташкентский институт политологии и управления. Специальность — арабист, политолог, кандидат исторических наук.
В июле-августе 2005 года на пленумах партийных организаций Республики Каракалпакстан, областей и города Ташкента и собраниях партийного актива были рассмотрены меры по активизации участия организаций НДП в общественно-политической жизни страны, широко обсуждались вопросы повышения их роли и ответственности.
30 ноября 2005 года было принято решение о создании общественных приемных Народно-демократической партии при городских советах партии Республики Каракалпакстан, областей и города Ташкента.
Декабрь 2005 г. — январь 2006 г. — созданы молодёжные отделения «Faol ayollar» и «Istiqbol», сформированы их общественные советы.
Январь-август 2006 года — в системе Народно-демократической партии Узбекистана проведена перерегистрация членов.
7-10 сентября 2006 года — делегация НДП Узбекистана приняла участие в работе IV Генеральной ассамблеи Международной конференции азиатских политических партий, которая прошла в столице Республики Корея — Сеуле.
3 октября 2007 года — состоялся 7-й пленум Центрального совета партии, на котором было принято решение об участии Народно-демократической партии Узбекистана выборах Президента Республики Узбекистан в декабре 2007 года.
5 ноября 2007 года — состоялся 6-й съезд Народно-демократической партии Узбекистана, на котором руководитель фракции партии в Законодательной палате Аслиддин Рустамов был выдвинут кандидатом в Президенты Республики Узбекистан.
3 декабря 2008 года — в партийной системе проведен первый конкурс молодых политиков «Молодой политик — 2008», решено, что конкурс будет проводиться ежегодно в 4 этапа — в первичных партийных организациях, районно-городских, областных и республиканских уровнях.
10 ноября 2009 года состоялся 7-й съезд Народно-демократической партии Узбекистана.
На съезде:
- сформирован новый состав центральных органов партии,
- утвержден список кандидатов в депутаты Законодательной палаты Олий Мажлиса Республики Узбекистан,
- утверждена Предвыборная программа Народно-демократической партии Узбекистана на выборах 2009 года в Законодательную палату Олий Мажлиса и представительные органы государственной власти нам местах.

В январе 2010 года — по итогам выборов 2009 года партия сформировала фракцию из 32 депутатов в Законодательной палате Олий Мажлиса Республики Узбекистан. От партии 285 депутатов осуществляют деятельность в Жокаргы Кенесе Республики Каракалпакстан, областных, Ташкентском городском кенгаше народных депутатов. В районные и городские Кенгаши народных депутатов были избраны 2278 членов партии, или 41,8 процентов от общей численности депутатов этих органов государственной власти.
11 марта 2010 года состоялся 2-й пленум Центрального совета Народно-демократической партии Узбекистана, на котором была принята общепартийная Программа практических действий на 2010—2014 годы по осуществлению программных целей.
19 ноября 2010 года — состоялся 3-й пленум Центрального Совета Народно-демократической партии Узбекистана, на котором были определены задачи практического участия партии в реализации «Концепции дальнейшего углубления демократических реформ и формирования гражданского общества в стране». Были внесены соответствующие дополнения и уточнения в Программу практических действий партии на 2010—2014 годы.
30 марта 2011 года — состоялся 4-й пленум Центрального совета Народно-демократической партии Узбекистана. Рассмотрен вопрос об «Активном участии организаций НДП и депутатских объединений в решении социальных вопросов, отвечающих интересам партийного электората».
20 октября 2011 года — состоялся 5-й пленум Центрального совета Народно-демократической партии Узбекистана. Рассмотрен вопрос о состоянии работы и задач по реализации Концепции дальнейшего углубления демократических реформ и формирования гражданского общества в нашей стране, а также повышении эффективности практического участия в них организаций НДП и депутатских объединений Узбекистана.
29 марта 2012 года — состоялся 6-й пленум Центрального совета Народно-демократической партии Узбекистана, на котором рассмотрен вопрос о задачах Народно-демократической партии Узбекистана, вытекающих из приоритетов программы экономического развития страны.
27 марта 2013 года — состоялся 7-й пленум Центрального совета Народно-демократической партии Узбекистана. Пленум рассмотрел вопрос об активизации участия организаций и депутатских объединений НДП Узбекистана в решении социальных вопросов, отвечающих интересам партийного электората.
24 апреля 2013 года — на 8-м пленуме Центрального Совета Народно-демократической партии Узбекистана председателем Центрального Совета избран Хотамжон Абдурахманович Кетмонов.
Хотамжон Кетмонов родился в 1969 году в Балыкчинском районе Андижанской области. Образование — высшее. В 1993 году окончил Андижанский государственный педагогический институт языков. По специальности — педагог.
26 марта 2014 года состоялся 9-й пленум Центрального совета Народно-демократической партии Узбекистана. Обсужден вопрос о дальнейшем совершенствовании деятельности организаций и депутатских объединений Народно-демократической партии Узбекистана, направленной на реализацию программных целей и задач партии, защиту интересов постоянного электората партии.
9 апреля 2014 года состоялся 2-й пленум Центрального совета Народно-демократической партии Узбекистана.
На пленуме были внесены и утверждены изменения в символике партии.
Символ Народно-демократической партии Узбекистана выполнен в форме круга, в его верхней части расположены 12 (двенадцать) пятиконечных звезд. В нижней части есть надпись «O‘ZBEKISTON XALQ DEMOKRATIK PARTIYASI». В центре символа изображена форма цветка, в виде раскрывающегося бутона, при этом бутон выполнен в форме «XDP».
Зелёный цвет в символе — символ молодости, знак того, что ряды членов партии молодеют. Белый цвет означает, что в нашей стране царит мирная и благополучная жизнь. Красный цвет означает, что партия находится в постоянном движении, её жизненную энергию. Синий цвет означает лояльность партии к своему электорату. 12 звезд символизируют двенадцать месяцев года и демонстрируют, что партия постоянно работает во имя мира в стране, развития страны и интересов избирателей. Форма распускающегося цветка — признак того, что партия всегда готова защитить интересы представителей своего электората, реализовать их мечты, поддержать их.
19 сентября 2014 года — 10-й пленум Центрального Совета Народно-демократической партии Узбекистана принял решение об участии Народно-демократической партии в выборах 2014 года в Олий Мажлис Республики Узбекистан, областные, районные и городские Кенгаши народных депутатов и о созыве в этой связи очередного съезда Народно-демократической партии Узбекистана. 5 го ноября 2014 года состоялся 8 съезд Народно-демократической партии Узбекистана.
- На съезде было принято решение о выдвижении от Народно-демократической партии Узбекистана кандидатов в депутаты Законодательной палаты Олий Мажлиса Республики Узбекистан;

- утверждена Предвыборная программа партии на 2025—2029 годы.

Январь 2015 года — по итогам выборов 2014 года партия сформирован новый состав фракции Народно-демократической партии Узбекистана в Законодательной палате Олий Мажлиса, а также партийные группы в Жокаргы Кенесе Республики Каракалпакстан, во всех областных, Ташкентском городском и всех районных и городских Кенгашах народных депутатов:
- Законодательная палата Олий Мажлиса Республики Узбекистан — 27 депутатов (20 %);

- Жокаргы Кенес Республики Каракалпакстан, областные и Ташкентский городской Кенгаши народных депутатов — 214 депутата (26,4 %);

- районные и городские Кенгаши народных депутатов — 1657 депутатов (30,8 %).

15 января 2015 года — 2 пленум Центрального Совета Народно-демократической партии Узбекистана принял решение об участии партии в выборах Президента Республики Узбекистан и о созыве в этой связи 9-го съезда Народно-демократической партии Узбекистана.
9 февраля 2015 года — состоялся 9-й съезд Народно-демократической партии Узбекистана.
На съезде:
- рассматривался вопрос об организационных и политических задачах местных организаций партии в связи с участием Народно-демократической партии Узбекистана в выборах Президента Республики Узбекистан.

- Съезд также принял решение о выдвижении кандидатом в Президенты Республики Узбекистан от Народно-демократической партии Узбекистана председателя Центрального Совета партии Хотамжона Абдурахмановича Кетмонова.

- Соответствующим решением съезда была одобрена Предвыборная программа.

16 марта 2015 года — состоялось заседание фракции Народно-демократической партии Узбекистана в Законодательной палате Олий Мажлиса Республики Узбекистан. В соответствии со статьей 25-1 Конституционного закона «О Законодательной палате Олий Мажлиса Республики Узбекистан» на заседании было принято решение об объявлении парламентской фракции Народно-демократической партии Узбекистана оппозиционной к Блоку демократических сил, объединяющему фракции УзЛиДеП и ДПУз «Миллий тикланиш» и составляющему парламентское большинство.
9 апреля 2015 года — 3-й пленум Центрального Совета Народно-демократической партии Узбекистана, рассмотрев вопрос об актуальных задачах, стоящих перед организациями Народно-демократической партии Узбекистана на современном этапе демократических реформ, принял Программу действий партии на 2015—2019 годы по реализации её предвыборных программных целей.
17 сентября 2016 года — 6-й пленум Центрального Совета Народно-демократической партии Узбекистана рассмотрел вопрос и принял решение об участии партии в выборах Президента Республики Узбекистан и о созыве в этой связи 10-го съезда Народно-демократической партии Узбекистана.
14 октября 2016 года — состоялся 10-й съезд НДП Узбекистана.
На съезде:
- рассматривался вопрос об организационных и политических задачах местных организаций партии в связи с участием Народно-демократической партии Узбекистана в выборах Президента Республики Узбекистан;
- Съезд принял решение о выдвижении кандидатом в Президенты Республики Узбекистан от Народно-демократической партии Узбекистана председателя Центрального Совета партии Хотамжона Абдурахмановича Кетмонова.
- Соответствующим решением съезда была одобрена его предвыборная программа.
- Съезд также внес частичные изменения в Устав партии.

4 декабря 2016 года — по итогам состоявшихся выборов Президента Республики Узбекистан, за кандидата от Народно-демократической партии Узбекистана Хотамджона Кетмонова проголосовали 3,73 процента избирателей (или 669 тысяч 187 человек).
31 марта 2017 года — 7-й пленум Центрального совета Народно-демократической партии Узбекистана внес соответствующие изменения и дополнения в Программу действий партии на 2015—2019 годы.
27 февраля 2018 года — состоялся 9-й пленум Центрального совета Народно-демократической партии Узбекистана. На пленуме были пересмотрены и утверждены приоритеты политической идеологии Народно-демократической партии Узбекистана и программные цели партии.
16 марта 2019 года — состоялся 11-й пленум Центрального совета Народно-демократической партии Узбекистана.
1 июня 2019 года — состоялся 12-й пленум Центрального совета Народно-демократической партии Узбекистана, на котором Иноятов Улугбек Ильясович был избран председателем Центрального совета Народно-демократической партии Узбекистана.
Иноятов Улугбек родился в 1962 году в Ташкенте. Образование — высшее. В 1985 году окончил Ташкентский политехнический институт. По специальности — инженер-экономист, доктор педагогических наук, профессор.
23 сентября 2019 года — состоялось заседание Исполнительного комитета Центрального совета Народно-демократической партии Узбекистана. На нем было принято соответствующее решение партии по участию в выборах.
28 октября 2019 года состоялся 11-й съезд Народно-демократической партии Узбекистана. На съезде было принято решение, что партия примет участие в выборах в парламент и местные Кенгаши 2019 года.
Январь 2020 года — по итогам выборов в Законодательную палату Республики Узбекистан и местные кенгаши 22 декабря 2019 года и 5 января 2020 года от Народно-демократической партии Узбекистана были избраны:
- в Законодательную палату Олий Мажлиса Республики Узбекистан 22 человека (15 %);
- Жокаргы Кенес Республики Каракалпакстан, областные и Ташкентский городской Кенгаши народных депутатов — 202 депутата (24 %);
- районные и городские Кенгаши народных депутатов — 1384 депутата (24 %).

27 июля 2021 года — на очередном расширенном заседании исполкома Центрального совета партии было принято решение о том, что партия примет участие в выборах Президента Республики Узбекистан. Определён календарный план основных мероприятий партии для обеспечения её активного участия в предстоящих выборах и эффективной организации работы, состав центрального избирательного штаба партии и его задачи.
7 августа 2021 года — состоялся 4-й пленум Центрального совета Народно-демократической партии Узбекистана.
На пленуме:
- Принято решение об участии Народно-демократической партии Узбекистана в выборах Президента Республики Узбекистан, которые состоятся 24 октября 2021 года, и выдвижении кандидата в Президенты Республики Узбекистан.
- На пленуме утверждена новая символика партии.

10 августа 2021 года Народно-демократическая партия Узбекистана прошла перерегистрацию в Министерстве юстиции.
6 сентября 2021 года — состоялся 12-й съезд Народно-демократической партии Узбекистана. На нем впервые в истории Народно-демократической партии Узбекистана на пост Президента Республики Узбекистан была утверждена кандидатура женщины — Варисовой Максуды Азизовны, а также оглашена программа кандидата.
По итогам президентских выборов, состоявшихся 24 октября 2021 года, кандидат от Народно-демократической партии Узбекистана заняла 2-е место с 6,6 процентами голосов.
27 апреля 2022 года — состоялся 5-й пленум Центрального совета Народно-демократической партии Узбекистана. Обсуждены приоритеты программы Народно-демократической партии Узбекистана и вопросы обеспечения участия партии в реализации стратегии развития Нового Узбекистана на 2022—2026 годы.
1 июня 2022 года — состоялось совместное заседание фракции Народно-демократической партии Узбекистана в Законодательной палате Олий Мажлиса Республики Узбекистан и Исполкома Центрального совета партии. На заседании было поддержано решение Кенгаша Сената Олий Мажлиса Республики Узбекистан и Кенгаша Законодательной палаты от 20 мая 2022 года о реализации конституционных реформ.
15 марта 2023 года — состоялся 6-й пленум Центрального совета Народно-демократической партии Узбекистана. На пленуме принято решение партии о поддержке проекта Конституционного закона Республики Узбекистан «О Конституции Республики Узбекистан».
11 мая 2023 года — на заседании исполкома Центрального совета Народно-демократической партии Узбекистана партия объявила, что примет участие в выборах Президента Республики Узбекистан.
12 мая 2023 года — состоялся 7-й пленум Центрального совета Народно-демократической партии Узбекистана. На пленуме рассмотрен вопрос о выдвижении на съезде Народно-демократической партии Узбекистана кандидатом на пост Президента Республики Узбекистан Иноятова Улугбека Ильясовича.
29 мая 2023 года — состоялся 13-й съезд Народно-демократической партии Узбекистана. На съезде были рассмотрены вопросы о выдвижении кандидата в Президенты Республики Узбекистан от Народно-демократической партии Узбекистана, программе кандидата и изменениях в Устав партии, приняты соответствующие решения. Кандидатом в Президенты Республики Узбекистан от партии был объявлен Иноятов Улугбек Ильясович и его предвыборная программа.
27 июля 2024 года — состоялся 9-й пленум Центрального совета Народно-демократической партии Узбекистана. На пленуме обсуждались вопросы об объявлении Центральной избирательной комиссией о начале избирательной кампании в Законодательную палату Олий Мажлиса, Жокаргы Кенес Республики Каракалпакстан, областные, районные и городские кенгаши народных депутатов, а также об участии партии в этих выборах.
По состоянию на 15 июля 2024 года общее количество членов партии составляет свыше 704 183 человека, которые объединены в 10695 первичных организаций, 281 167 членов партии составяляют молодые люди (40 %), 351 209 — женщины (50 %).
Согласно структуре партия состоит из 1 центральной, 14 региональных организаций — Республики Каракалпакстан, 12 областей и города Ташкента, 22 городских и 179 районных организаций, а также более 10 тысяч первичных организаций, объединяющих своих членов. по месту работы и месту жительства.

### После ухода из партии Ислама Каримова
Президент Узбекистана Ислам Каримов перестал быть членом НДПУ к концу 1999 года. На президентских выборых 9 января 2000 года он выдвинул свою кандидатуру от образованной годом ранее Национально-демократической партии «Фидокорлар». От НДПУ на президентских выборах выдвигался лидер партии Абдулхафиз Джалалов, который стал единственным соперником Ислама Каримова на этих выборах, набрав всего 4,17 % голосов, несмотря на то, что НДПУ тогда являлась крупнейшей партией страны.

## Символ Народно-демократической партии Узбекистана
Символ партии имеет форму параллелограмма на фиолетовом фоне с надписью «XDP» белого цвета в центре.
В левой верхней части символа латинскими буквами изображена надпись «O‘zbekiston», в правой нижней части надпись «Xalq demokratik partiyasi» изображена фиолетовым цветом на белом фоне.
Фиолетовый цвет в символе является символом доброты, щедрости и является цветом лидеров. Этот цвет является олицетворением того, что партия всегда готова защитить интересы своего электората, реализовать его мечты и поддержать.
Белый цвет свидетельствует о том, что в нашей стране царит мирная и благополучная жизнь, он олицетворяет социальную солидарность, верность традициям, чистоту и добро.

## Результаты на выборах
| Выборы | Мандаты   |
| ------ | --------- |
| 1994   | 69 из 250 |
| 1999   | 49 из 250 |
| 2004   | 28 из 120 |
| 2009   | 32 из 150 |
| 2014   | 27 из 150 |
| 2019   | 22 из 150 |

## Выборы президента
| Год  | Кандидат от партии  | %     |
| ---- | ------------------- | ----- |
| 1991 | Ислам Каримов       | 87,10 |
| 2000 | Абдулхафиз Джалалов | 4,17  |
| 2007 | Аслиддин Рустамов   | 3,27  |
| 2015 | Хотамжон Хетмонов   | 2,92  |
| 2016 | Хотамжон Хетмонов   | 3,73  |
| 2021 | Максуда Ворисова    | 6,60  |
| 2023 | Улугбек Иноятов     | 4,02  |